# Abacab (canción)
"Abacab" es una canción del grupo  británico de rock  Genesis, escrita por Tony Banks, Phil Collins y Mike Rutherford. La canción apareció en el álbum de Genesis  del mismo nombre y fue el segundo sencillo del álbum en los EE. UU., donde alcanzó el puesto # 26 del ranking de la Billboard Hot 100 a principios de 1982. Se mantuvo en el Top 40 durante 6 semanas y alcanzó el puesto # 9 en las listas pop británicas.
El título está tomado de la estructura de una primera versión de la canción. El guitarrista Mike Rutherford explica en una entrevista que la banda etiquetó diferentes secciones de la canción con las letras del alfabeto, y en un momento las secciones se ordenaron formando la palabra ABACAB. Rutherford comentó que en la canción completa ya no siguieron este formato, pero el nombre se mantuvo.
La canción se tocó en vivo con regularidad en la gira Abacab de 1981 y 1982 en donde se registró en el larga duración doble en vivo Three Sides Live. El grupo continuó tocando el tema en la gira de 1983/84 "Mama Tour" y en la de 1986/87 "Invisible Touch Tour". Para los tours posteriores, Collins cantaba en el coro de una octava más baja, mientras que Rutherford cantó las armonías en falsete más alto. Génesis incluyó la canción durante los ensayos para su gira de reunión de 2007, pero no fue incluida en la lista de canciones final.

## Personal
- Phil Collins - Voz principal y coros, batería, percusión
- Tony Banks - Teclados
- Mike Rutherford - Guitarra eléctrica, bajo pedal

- Datos: Q2443639